# Anaxagorea petiolata
Anaxagorea petiolata R.E.Fr. – gatunek rośliny z rodziny flaszowcowatych (Annonaceae Juss.). Występuje naturalnie w Wenezueli, Gujanie oraz Brazylii (w stanach Amazonas, Rondônia i Roraima). 

## Morfologia
PokrójZimozielone drzewo dorastające do 6–15 m wysokości.
LiścieMają kształt od odwrotnie owalnego do eliptycznego. Mierzą 10–27 cm długości oraz 2,5–8,5 cm szerokości. Są owłosione od spodu.
KwiatySą zebrane w pęczkach. Rozwijają się na pniach i gałęziach (kaulifloria). Mają barwę od zielonożółtawej po brązowopomarańczową.
OwoceOwłosione mieszki o brązowej lub żółtej barwie. Osiągają 28–40 mm długości.

## Biologia i ekologia
Rośnie w wiecznie zielonych lasach. Występuje na wysokości do 1300 m n.p.m.